# محمد صبحي (لاعب كرة قدم، مواليد 1999)
محمد صبحي محمد دادر (15 يوليو 1999 - ) هو لاعب كرة قدم مصري يلعب في مركز حراسة المرمى. و لديه ابن اسمه عمر محمد صبحي